# 2-(2-Heptadec-8-enyl-2-imidazolin-1-yl)ethanol
2-(2-Heptadec-8-enyl-2-imidazolin-1-yl)ethanol (Amine O) ist ein amphiphiles Ölsäure-Derivat mit einer Imidazolin-Kopfgruppe, das als Wasser-in-Öl-Emulgator und Korrosionsinhibitor größere Verbreitung gefunden hat.

## Vorkommen und Darstellung
2-(2-Heptadec-8-enyl-2-imidazolin-1-yl)ethanol entsteht bei fünfstündigem Erhitzen von Ölsäure mit 2-(2-Aminoethylamino)ethanol [N-(2-Hydroxyethyl)ethylendiamin] auf bis zu 270 °C unter Wasserabspaltung zunächst zum Amid und dann zum Imidazolin. Die Entfernung des Reaktionswassers durch azeotrope Destillation mit Xylol schafft schonendere Reaktionsbedingungen, die eine klare, leicht gefärbte Flüssigkeit ergeben.

## Eigenschaften
1-(2-Hydroxyethyl)-2-(8-heptadecenyl)-2-imidazolin ist eine farblose bzw. gelbe bis braune, viskose, aminartig riechende Flüssigkeit, die in Wasser schwerlöslich ist und alkalisch reagiert. Im Sauren löst sich die Verbindung als Aminsalz in Wasser unter Schaumbildung.

## Anwendungen
Die Tensideigenschaften von 2-(2-Heptadec-8-enyl-2-imidazolin-1-yl)-ethanol werden in Entwässerungshilfsmitteln, engl. dewatering agents, genutzt, mit deren Hilfe kolloidale Teilchen zur Aggregation gebracht und so aus Bohrflüssigkeiten entfernt werden können.
Besonders in saurer wässriger Lösung, d. h. in protonierter Form, ist das Imidazolin-Derivat ein ausgezeichneter Schaumbildner.
Amine O als Zusatz für Appreturen verbessert durch amphiphile Wechselwirkungen mit Faseroberflächen die Eigenschaften von Fasern, Garnen und Textilien, wie z. B. deren Einfärbbarkeit, Griff oder Antistatik.
N-β-Hydroxyethyl-oleyl-imidazolin erhöht die Bindung von Asphalt an Sand und Kies und erhöht bereits bei geringer Zugabe (< 0,25 Gewichtsprozent) zum Asphalt die Festigkeit von Straßenbelägen.
Als Öl-in-Wasser-Emulgator bewirkt Amine O die Bildung stabiler Dispersionen von Mineralöl in Wasser und findet Einsatz als Kraftstoff- und Schmierstoffzusatz, sowie als Emulgator in Kühlschmiermitteln zur Metallbearbeitung. In beiden Anwendungen kommt auch die starke antikorrosive Wirkung des Imidazolin-Derivats zum Tragen. Insbesondere in Kombination mit dem ebenfalls emulgierend und antikorrosiv wirksamen N-Acyl-sarcosin N-Oleoylsarcosin (Sarkosyl O) wird bereits bei niedrigen Konzentrationen (< 0,5 Gewichtsprozent) sehr guter Rostschutz erzielt.
Umsetzung von 2-(2-Heptadec-8-enyl-2-imidazolin-1-yl)ethanol mit z. B. Dimethylsulfat am N1-Stickstoff des Imidazolinrings erzeugt das neutrale und gut wasserlösliche quartäre Ammoniumsalz,
das als Antistatikum in Conditionern, Textilien und Farben, sowie als Netzmittel oder Flotationsmittel genutzt werden kann.